# Gee (bài hát của Girls' Generation)
"Gee" là bài hát chủ đề nằm trong mini-album cùng tên của nhóm nhạc nữ Hàn Quốc Girls' Generation, được phát hành trực tuyến vào ngày 5 tháng 1 và cùng với mini-album vào ngày 7 tháng 1 năm 2009. Bài hát nhanh chóng đứng đầu các bảng xếp hạng âm nhạc đồng thời phá kỷ lục của Music Bank với vị trí thứ nhất trong 9 tuần liên tiếp.
Video âm nhạc của "Gee" là video K-pop được xem nhiều nhất trên YouTube từ tháng 9 năm 2011 sau khi vượt qua một màn biểu diễn "Nobody" của Wonder Girls, đến ngày 1 tháng 9 năm 2012 trước khi bị "Gangnam Style" của Psy soán ngôi. Đến ngày 1 tháng 5 năm 2013, "Gee" đã đạt 100 triệu lượt xem. Đến ngày 15 tháng 8 năm 2015, ca khúc đạt hơn 144 triệu lượt xem, một con số mà mọi nhóm nhạc Hàn Quốc đều mong ước.
Ban đầu bài hát chủ đề cho mini-album đầu tiên của Girls' Generation là "Dancing Queen", nhưng do những vấn đề về bản quyền ở phút chót, bài hát đã được thay thế bởi "Gee". "Dancing Queen" sau đó xuất hiện trong album tiếng Hàn thứ tư của nhóm, "I Got a Boy" và được phát hành thành đĩa đơn vào ngày 1 tháng 3 năm 2013.

## Lịch sử
Nhiều phương tiện truyền thông đã đưa tin rằng Girls' Generation sẽ quay trở lại vào tháng 1 năm 2009 sau 9 tháng nghỉ ngơi. Trước khi bài hát được phát hành, những tấm áp phích quảng bá đã được treo ở Seoul từ ngày 26 tháng 12 năm 2008. Một đoạn video giới thiệu dài 25 giây cũng đã được đăng tải vào ngày 2 tháng 1 năm 2009.
Sau khi được phát hành trực tuyến, "Gee" đã ngay lập tức đứng đầu bảng xếp hạng âm nhạc của Cyworld và sau đó là 6 bảng xếp hạng âm nhạc khác trong vòng 2 ngày.

### Phiên bản tiếng Nhật
Ngày 20 tháng 10 năm 2010, phiên bản tiếng Nhật của "Gee" được phát hành dưới dạng CD và DVD với 3 phiên bản.

## Doanh số

### Hàn Quốc
Một tuần sau khi được phát hành, "Gee" đạt vị trí đầu bảng trên Music Bank; tuy nhiên, nhiều câu hỏi đã được đặt ra do nhóm đã không xuất hiện trên chương trình này. "Gee" cũng chiến thắng ở Inkigayo của đài SBS.
"Gee" xếp ngang hàng với "Nobody" của Wonder Girls khi đứng đầu bảng xếp hạng âm nhạc của Mnet trong 6 tuần liên tiếp. Sau đó bài hát đã phá kỷ lục này với 7 tuần ở vị trí thứ nhất, và tiếp tục trụ hạng tới tuần thứ 8. Điều này một lần nữa xảy ra ở chương trình Music Bank của đài KBS khi "Gee" phá kỷ lục 7 tuần ở vị trí thứ nhất do "One More Time" của Jewelry lập nên vào năm 2008. "Gee" đứng đầu đến tuần thứ 9 vào ngày 13 tháng 3 năm 2009.
SM Entertainment cho biết mini-album Gee đã bán được hơn 100,000 bản, với hơn 30,000 bản trong tuần đầu tiên.

### Nhật Bản
Girls' Generation cũng đạt được thành công ở Nhật Bản với "Gee". Ngày 26 tháng 10 năm 2010, họ trở thành nhóm nhạc nữ nước ngoài đầu tiên đứng đầu bảng xếp hạng đĩa đơn hàng ngày của Oricon. Bài hát đạt vị trí thứ 57 trên bảng xếp hạng Japan Hot 100 cuối năm 2010. Ngày 20 tháng 12 năm 2012, RIAJ chứng nhận đĩa Bạch kim ba dành cho "Gee" với hơn 750,000 lượt tải về trên điện thoại di động.

## Danh sách bài hát
| Đĩa đơn tiếng Nhật | Đĩa đơn tiếng Nhật           | Đĩa đơn tiếng Nhật |
| STT                | Nhan đề                      | Thời lượng         |
| ------------------ | ---------------------------- | ------------------ |
| 1.                 | "Gee" (Phiên bản tiếng Nhật) | 3:23               |
| 2.                 | "Gee" (Phiên bản tiếng Hàn)  | 3:23               |
| 3.                 | "Gee" (Không lời)            | 3:21               |
| Tổng thời lượng:   | Tổng thời lượng:             | 10:05              |

| DVD | DVD                                                    | DVD        |
| STT | Nhan đề                                                | Thời lượng |
| --- | ------------------------------------------------------ | ---------- |
| 1.  | "Gee" (Video âm nhạc)                                  |            |
| 2.  | "Gee" (Video âm nhạc - Phiên bản vũ đạo) (First Press) |            |

## Video âm nhạc

### Phiên bản tiếng Hàn
Có ba video âm nhạc cho "Gee". Phiên bản có cốt truyện với sự góp mặt của Minho, thành viên nhóm SHINee, được ra mắt vào ngày 7 tháng 1 năm 2009. Phiên bản này nhận được hơn 1 triệu lượt xem trong ngày đầu tiên và đã đạt mức 101 triệu vào ngày 1 tháng 5 năm 2013. Hai phiên bản vũ đạo bao gồm. Ban đầu ý tưởng của video âm nhạc này được sử dụng cho "Dancing Queen" trước khi việc phát hành bài hát này bị hủy bỏ.

### Phiên bản tiếng Nhật
Teaser và video âm nhạc của "Gee" được ra mắt lần lượt vào các ngày 30 tháng 9 và 3 tháng 10 năm 2010. Minho tiếp tục xuất hiện trong phiên bản này.

## Bảng xếp hạng

### Oricon
| Ngày phát hành       | Bảng xếp hạng      | Thứ hạng cao nhất | Doanh số khởi đầu | Tổng doanh số |
| -------------------- | ------------------ | ----------------- | ----------------- | ------------- |
| 20 tháng 10 năm 2010 | Đĩa đơn hàng ngày  | 1                 | 28,838            | 206,346       |
| 20 tháng 10 năm 2010 | Đĩa đơn hàng tuần  | 2                 | 28,838            | 206,346       |
| 20 tháng 10 năm 2010 | Đĩa đơn hàng tháng | 7                 | 28,838            | 206,346       |
| 20 tháng 10 năm 2010 | Đĩa đơn cuối năm   | 49                | 28,838            | 206,346       |

### Khác
| Bảng xếp hạng                         | Thứ hạng cao nhất |
| ------------------------------------- | ----------------- |
| Gaon đĩa đơn                          | 1                 |
| Gaon đĩa đơn cuối năm 2009            | 1                 |
| Billboard Japan Hot 100               | 2                 |
| Billboard Japan Hot 100 cuối năm 2010 | 57                |
| Billboard Japan Hot 100 cuối năm 2011 | 23                |
| RIAJ trực tuyến                       | 1                 |
| RIAJ trực tuyến - Top 100 cuối năm    | 1                 |

### Doanh số và chứng nhận
| Bảng xếp hạng                         | Doanh số                |
| ------------------------------------- | ----------------------- |
| Gaon (trực tuyến)                     | 4,594,486+              |
| RIAJ (CD)                             | Vàng (100,000+)         |
| RIAJ (nhạc chuông)                    | Bạch kim đôi (500,000+) |
| RIAJ (tải về trên điện thoại di động) | Bạch kim ba (750,000+)  |
| RIAJ (tải về trên PC)                 | Bạch kim (250,000+)     |

## Giải thưởng
| Giải thưởng                            | Hạng mục            |
| -------------------------------------- | ------------------- |
| Giải thưởng âm nhạc trực tuyến Cyworld | Bài hát của tháng 1 |
| Giải thưởng âm nhạc trực tuyến Cyworld | Bonsang             |
| Giải thưởng âm nhạc Seoul lần thứ 19   | Bonsang             |
| Giải thưởng âm nhạc Seoul lần thứ 19   | Album nhạc số       |
| Giải thưởng âm nhạc Seoul lần thứ 19   | Daesang             |
| Bảng xếp hạng Gaon                     | Bài hát nhạc số     |
| Giải thưởng âm nhạc Hàn Quốc làn thứ 7 | Bài hát của năm     |
| Giải thưởng âm nhạc Melon năm 2009     | Bài hát của năm     |
| Giải thưởng âm nhạc Melon năm 2009     | Odyssey             |
| Golden Disk Awards lần thứ 24          | Digital Bonsang     |
| Golden Disk Awards lần thứ 24          | Digital Daesang     |